# František Tóth
František Tóth (ur. 9 lutego 1963 w Bratysławie, zm. 13 czerwca 2006 w Šelpicach) – słowacki polityk, nauczyciel i działacz oświatowy, w latach 2005–2006 minister kultury w rządzie Mikuláša Dzurindy.

## Życiorys
Absolwent inżynierii mechanicznej na Słowackim Uniwersytecie Technicznym w Bratysławie. Pracował jako nauczyciel i następnie zastępca dyrektora szkoły. Od 1991 był związany z prywatny szkolnictwem, współtworzył i został wówczas dyrektorem pierwszej prywatnej szkoły średniej w Bratysławie. W latach 1994–2002 pełnił funkcję prezesa stowarzyszenia szkół prywatnych.
Od 2001 związany z Sojuszem Nowego Obywatela. W 2002 z ramienia tej partii uzyskał mandat posła do Rady Narodowej. Został w tym samym roku powołany na sekretarza stanu w resorcie edukacji w rządzie Mikuláša Dzurindy. Od czerwca 2005 do kwietnia 2006 w tym samym gabinecie sprawował urząd ministra kultury. Został odwołany, gdy ujawniono, że wydał 700 tys. koron słowackich na wysłanie 66 tys. listów do nauczycieli. W tym samym roku ogłosił tworzenie nowej liberalnej partii Nadzieja.
Zginął kilka tygodni później w wypadku drogowym – pomimo czerwonego światła wjechał prowadzonym przez siebie samochodem na przejazd kolejowy, co doprowadziło do zderzenia z nadjeżdżającym pociągiem pasażerskim.